# Amaury Blanchard
 (mars 2025).
Motif : Aucune source secondaire
- Archive Wikiwix
- Bing
- Cairn
- DuckDuckGo
- E. Universalis
- Gallica
- Google
- G. Books
- G. News
- G. Scholar
- Persée
- Qwant
- (zh) Baidu
- (ru) Yandex
- (wd) trouver des œuvres sur Wikidata

| 1. | Préciser le motif de la pose du bandeau. | Précisez le motif de la pose du bandeau en utilisant la syntaxe suivante : {{admissibilité à vérifier\|date=mars 2025\|motif=remplacez ce texte par le motif}}                        |
| 2. | Informer les utilisateurs concernés.     | Pensez à avertir le créateur de l'article, par exemple, en insérant le code ci-dessous sur sa page de discussion : {{subst:avertissement admissibilité à vérifier\|Amaury Blanchard}} |

Pour les articles homonymes, voir Blanchard.
Amaury Blanchard est un batteur français, particulièrement connu pour son travail avec des artistes comme Renaud, Gérald de Palmas, Jacques Higelin et Johnny Hallyday.

## Carrière
Élevé à Courbevoie (Hauts-de-Seinte), il commence la musique au sein de petits groupes puis entre à l’école Agostini à Paris où il passe quatre années auprès d’Emmanuel Boursault[Qui ?].
Il est le batteur attitré de Renaud pendant les années 1980 et 1990, de l'album Marche à l'ombre à la tournée Paris Provinces. Le chanteur lui rend hommage en disant, dans la chanson Quand est-ce qu'on arrive et à nouveau en public à l'Olympia en 1982, qu' "Amaury est fâché", parce qu'il se serait trompé dans l'introduction de la chanson Dans mon HLM.
Il collabore avec de nombreux artistes et groupes reconnus, comme Bertrand Louis, Keith B. Brown, Les cochons dans l'espace, Elsa, Paul Personne, Patricia Kaas, Johnny Hallyday, Axel Bauer, Mano Solo, Julie Darnal, Au P'tit Bonheur, Jeanne Mas, Gipsy Kings, Maurane, Dick Annegarn ou Odeurs . Il joue également sur de grands succès comme La Salsa du démon du Grand Orchestre du Splendid.
Il participe à plusieurs comédies musicales : Super Dupont avec Le Grand Magic Circus, La Petite Boutique des horreurs et Les Précieuses ridicules ainsi qu'à plusieurs bandes originales de longs métrages : Le Dernier Combat, Viens chez moi j'habite chez une copine , Les Clefs de bagnole, Mille milliards de dollars, Coluche, l'histoire d'un mec. C'est également lui qui double Jean Reno dans Subway de Luc Besson. 
Il est le batteur de l'Aube à l'Unisson à l'occasion du festival des Nuits de Champagne.
Il collabore, en tant que compositeur et arrangeur, à la réalisation des chansons et des musiques de films suivantes :
- Chansons : Victoria de Jacques Higelin et Willy Brouillard de Renaud ;
- Musique de courts métrages : Les Couilles de mon chat de Didier Bénureau et Les Courts de Sophie Zuber ;
- Musique de films et de téléfilms : La Passerelle, Quand j'avais 5 ans je m'ai tué, L'Amerloque, Un si joli bouquet et Le Refuge ;
- Musique d'illustration sonore : 2005-2006  France Inter, 5 à 7 Inter Matin.

## Discographie

### Avec Gérald de Palmas

#### Albums
- 2000 : Album  Marcher dans le sable
- 2002 : Album  Live 2002
- 2004 : Album Un homme sans racines

#### Tournées
- 1997
- 2001-2002
- 2004-2005
- 2009-2011

#### Albums
- 2002 : Album A la vie, à la mort (5 titres dont le single Marie)

### Avec Renaud

#### Albums
- 1980 : il apparaît pour la première fois sur Marche à l'ombre.
- 1980 : Renaud à Bobino
- 1981 : Le Retour de Gérard Lambert
- 1982 : Un Olympia pour moi tout seul
- 1983 : sans participer à l'album Morgane de toi, il fait partie des personnes remerciées par Renaud sur l'album.
- 1986 : Le Retour de la chetron sauvage
- 1988 : Putain de camion
- 1989 : Visage pâle rencontrer public
- 1994 : À la belle de mai. Amaury Blanchard cosigne, avec Pierre Delas, la musique de La ballade de Willy Brouillard
- 1996 : Paris-Provinces

#### Tournées
- De 1981 à 1996

### Avec les Gipsy Kings
- 1989 : Mosaïque

### Avec Jacques Higelin

#### Albums
- 1985 : Aï

#### Tournées
- 1984-1985